# Luederwaldtia rubripennis
Luederwaldtia rubripennis is een halfvleugelig insect uit de familie schuimcicaden (Cercopidae). De wetenschappelijke naam van deze soort is voor het eerst geldig gepubliceerd in 1922 door Schmidt.